# Schiller Theater Place Royale
Het Schiller Theater Place Royale is een theater op Minrebroederstraat 11 in Utrecht. Het pand is een rijksmonument.

## Historie
Het pand is ruim 750 jaar oud. Op 21 april 1766 gaf Wolfgang Amadeus Mozart in Utrecht een concert en speelde klavecimbel in het latere theater. De naam Place Royale stamt uit de tijd dat Napoleon Bonaparte in 1811 de stad bezocht en in het pand logeerde. Tot aan het het begin van de 20e eeuw werd het pand in de volksmond "het paleis van de keizer" genoemd.

## Theater
De Utrechtse cabaretier Hennie Oliemuller zocht eind jaren 60 een eigen ruimte om op te treden. Van de heer Schiller van Openbare Werken kreeg hij de tip dat het middeleeuwse pand aan de Minrebroederstraat een geschikte plek was. Het pand werd omgebouwd tot theater en Oliemuller trad er op van 1971 tot 2000. Hij gaf ook ruimte aan aankomend talent, onder wie Tineke Schouten. Het theater had in die tijd de naam "Schiller Theater".

## Oprichting stichting en verbouwing
Na de dood van Oliemuller in 2000 werd de zaal verwaarloosd. In 2003 werd de "Stichting behoud Schiller Theater" opgericht en werd het pand door het echtpaar Steef en Hannie Schinkel eigenhandig gerenoveerd. In 2005 werd aan de naam "Place Royale" toegevoegd en sinds die tijd wordt er een programma samengesteld met cabaret, toneel en muziek.